# 2003年5月中国大陆

## 5月1日
- 国家信息化领导小组完成调整。中共中央发出通知，中央决定国家信息化领导小组及其办事机构由以下人员组成：
  - 组长：温家宝。
  - 副组长：黄菊、刘云山、曾培炎、周永康、郭伯雄。
  - 成员：令计划、吉炳轩、李铁林、尤权、马凯、周济、徐冠华、张云川、田期玉、许永跃、金人庆、王旭东、杜青林、吕福源、孙家正、周小川、李荣融、李长江、徐光春、石宗源、曹康泰、赵启正、蔡红、邱如林、徐小岩。
  - 国务院信息化工作办公室主任：王旭东（兼）。
  - 国务院信息化工作办公室常务副主任：曲维枝。
  - 国家信息化领导小组及其办事机构原组成人员的职务自然免除[1]。

- 当日夜，小汤山医院开始接收全国各地的SARS病人[2]。解放军抽调1200名军队医护人员进入医院治疗[3]。

## 5月17日
- 中国电信、中国网通全面互联互通。两大公司日前达成了全面互联互通协议。

## 5月19日
- 中国将建新的疾病控制中心。中华人民共和国国务院副总理兼卫生部长吴仪在日内瓦出席第56届世界卫生大会期间，会见美国卫生部长汤姆森时透露，中国政府计划在近期开始建立一个大型的疾病控制中心，以完善公共卫生体系。中国政府计划投入80亿人民币，大约在2008年前正式建成[1]。